# Hafferia
Genre
Hafferia est un genre de passereaux de la famille des Thamnophilidae. Il comprend trois espèces d'alapis.

## Taxonomie
En 2018 le congrès ornithologique international  a séparé le genre Hafferia  du genre Myrmeciza après une étude de phylogénétique moléculaire par Isler, Bravo & Brumfield qui a montré la paraphylie de ce dernier.

## Répartition
Ce genre se trouve à l'état naturel dans le Nord-Ouest de l'Amérique du Sud,, et le Sud de l'Amérique centrale.

## Liste des espèces
Selon la classification de référence du Congrès ornithologique international (version 8.1, 2018) :
- Hafferia fortis (Sclater, PL & Salvin, 1868) — Alapi fuligineux, Fourmilier fuligineux
  - Hafferia fortis fortis (Sclater, PL & Salvin, 1868)
  - Hafferia fortis incanescens (Todd, 1927)
- Hafferia immaculata (Lafresnaye, 1845) — Alapi immaculé
  - Hafferia immaculata immaculata (Lafresnaye, 1845)
  - Hafferia immaculata concepcion (Donegan, 2012)
- Hafferia zeledoni (Ridgway, 1909) — Alapi de Zeledon
  - Hafferia zeledoni zeledoni (Ridgway, 1909)
  - Hafferia zeledoni macrorhyncha (Robbins & Ridgely, 1993)